# Paraphrynus chacmool
Espèce
Synonymes
- Tarantula chacmool Rowland, 1973

Paraphrynus chacmool est une espèce d'amblypyges de la famille des Phrynidae.

## Distribution
Cette espèce est endémique du Mexique. Elle se rencontre dans des grottes au Yucatán et au Quintana Roo.

## Description
Le mâle holotype mesure 20,1 mm.

## Publication originale
- Rowland, 1973 : Two new troglobitic Amblypygida of the genus Tarantula from Mexican caves. (Arachnida). Bulletin of the Association for Mexican Cave Studies, no 5, p. 123-128.